# Krzyżanki (Wągrowiec)
Pour les articles homonymes, voir Krzyżanki.
Krzyżanki (prononciation : [kʂɨˈʐanki]) est un village polonais de la gmina de Gołańcz dans le powiat de Wągrowiec de la voïvodie de Grande-Pologne dans le centre-ouest de la Pologne.
Il se situe à environ 4 kilomètres au sud-ouest de Gołańcz (siège de la gmina), 16 kilomètres au nord de Wągrowiec (siège du powiat), et à 64 kilomètres au nord de Poznań (capitale de la Grande-Pologne).

## Histoire
De 1975 à 1998, le village faisait partie du territoire de la voïvodie de Piła.

Depuis 1999, Krzyżanki est situé dans la voïvodie de Grande-Pologne.